# Philippe Herreweghe
Philippe Herreweghe (ur. 2 maja 1947 w Gandawie) – belgijski dyrygent, jeden z prekursorów wykonawstwa historycznego w muzyce. Specjalizuje się głównie w dziełach Johanna Sebastiana Bacha.
Twórca (w 1970) i kierownik chóru Collegium Vocale Gent. Stworzył także, między innymi, zespoły La Chapelle Royale (1977) oraz Orchestre des Champs Elysées (1991). Od
1998 jest kierownikiem artystycznym Królewskiej Filharmonii Flamandzkiej w Antwerpii. Nagrał ponad 60 albumów.
Oficer francuskiego Orderu Sztuki i Literatury (1994) oraz kawaler Legii Honorowej (2003).

## Dyskografia (wybór)
- Mozart, Requiem, Collegium Vocale i La Chapelle Royale, Harmonia Mundi, 1997
- Bach, Magnificat, La Chapelle Royale, Harmonia Mundi, 1999
- Bach, Matthäus-Passion, Collegium Vocale, Harmonia Mundi, 1999
- Jean-Philippe Rameau, Les Indes Galantes, La Chapelle Royale, Musique d'Abord, 2000
- Bach, St. John Passion, Collegium Vocale, Harmonia Mundi, 2003
- Beethoven, Symphony no. 9, Harmonia Mundi, 2003
- Brahms, Ein deutsches Requiem, Harmonia Mundi, 2004